# Silas Mitchell

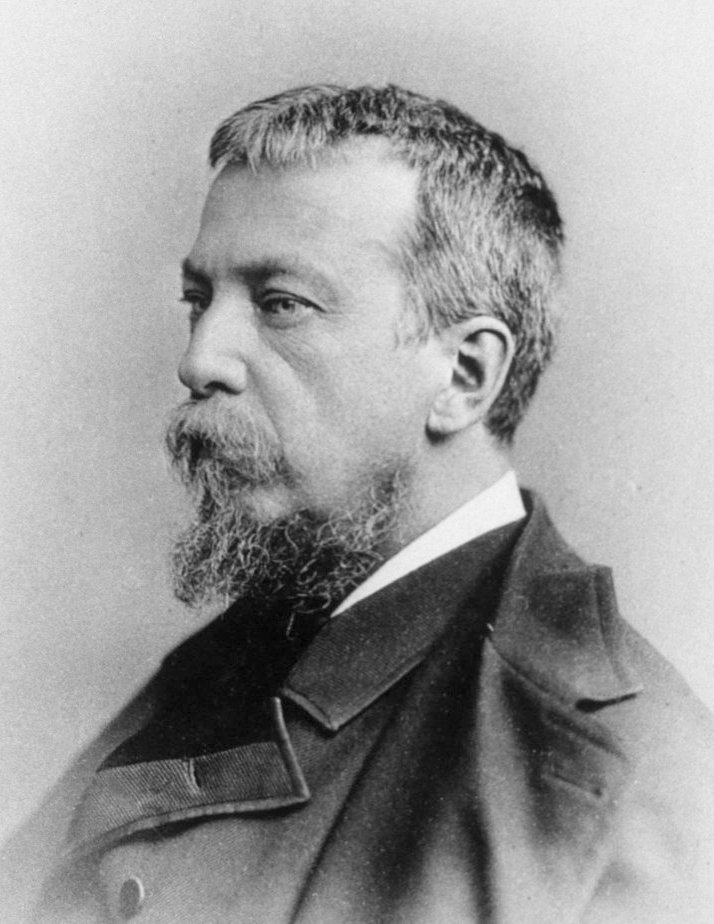
Silas Mitchell

Silas Weir Mitchell (Philadelphia (Pennsylvania), 15 februari 1829 - aldaar, 4 januari 1914) was een Amerikaanse arts en schrijver. Hij was de zoon van de arts John Kearsley Mitchell (1798-1858).
Hij studeerde aan de universiteit van Pennsylvania en ontving de graad van M.D. aan het Jefferson Medical College in 1850. Tijdens de Burgeroorlog kreeg hij patiënten te zien die te maken hadden met verwondingen aan zenuwen en andere ziekten in het Turners Lane Hospital in Philadelphia. Aan het einde van deze oorlog werd hij een specialist in neurologie. Op dit gebied werd hij geassocieerd als de arts die de "rust behandeling" had geïntroduceerd, die vervolgens door de hele medische wereld werd gebruikt voor zenuwziekten. De behandeling bestaat hoofdzakelijk uit het isoleren van patiënten, hen verplichten op bed te liggen, diëten en massages. Hierover schreef hij verschillende medische dossiers, zoals "Injuries of Nerves and Their Consequences" (Verwondingen aan de zenuwen en hun consequenties) (1872) en "Fat and Blood" (Vet en bloed) (1877). Mitchell's ziekte erythromelalgia is naar hem vernoemd.
In 1863 schreef hij een kort verhaal voor het Atlantic Monthly Magazine, getiteld The Case of George Dedlow (Het geval van George Dedlow) waarin hij fysiologische en psychologische problemen met elkaar combineerde.
Hij was ook de dokter van Charlotte Perkins Gilman en zijn "rust behandeling" bij haar zorgde voor het idee van The Yellow Wallpaper, wat ze in 1892 voor The New England Magazine schreef.